# Luta marajoara
Luta Marajoara ou Agarrada Marajoara é um tipo de combate corpo-a-corpo semelhante ao wrestling (Luta livre olímpica, Catch wrestling e Luta greco-romana) e considerado um estilo de wrestling tradicional., praticado no norte do Brasil, principalmente nas festividades dos povoados do arquipélago do Marajó, no estado do Pará, município de Cachoeira do Arari, onde o objetivo do combate é projetar o corpo do oponente de costas ao chão e dominá-lo.
Estudos recentes refletem a Luta Marajoara e destacam a referência social de sua prática, reconhecendo-a como luta historicamente constituída, desenvolvida por populações locais marajoaras e transmitida de geração em geração por meio de eventos e fomentadores que encontraram na difusão da luta uma oportunidade para apresentá-la ao território nacional. Conforme ressaltam tais estudos, ainda que não existam achados científicos para o surgimento da Luta Marajoara, é possível que sua origem tenha se dado a partir da criação e recriação de elementos socioculturais por negros africanos e índios e o entrelaçamento de suas experiências e saberes ocorridos na região marajoara. Difundida de geração em geração durante a história dessa região, expressa tradição e presença até os tempos atuais no arquipélago do Marajó.
Dário Pedrosa, profissional de educação física e árbitro de Luta Marajoara define esta arte marcial como sendo a única modalidade de combate corporal legitimamente brasileira. Oriunda das práticas de lazer dos caboclos da região do Arari, na ilha do Marajó, esta arte reúne características próximas a outras artes marciais como a Grego Romana, por exemplo.
A Luta Marajoara foi praticada originalmente na Ilha do Marajó, região Norte do Brasil. Disputada entre dois atletas, por vez, não permitindo nenhum tipo de ato contundente com os membros (socos, chutes, etc.), nem estrangulamentos, como chaves ou traços. Na sua essência a Luta Marajoara é, das artes marciais, a menos violenta, motivo pelo qual reúne condições de interagir com todos as faixas etárias, pois é verdadeiramente uma luta suave, onde os oponentes buscam, tão somente, o desequilíbrio e a projeção um do outro. 
Nos últimos anos o campo educacional  tem se mostrado interessado em discutir a Luta Marajoara como uma área de estudo. Na Educação Física dois artigos se destacam. O primeiro busca discutir memória e esquecimento sobre o trato com o conhecimento da Luta Marajoara no contexto  das aulas de Educação Física no município de Soure. O segundo procura entender o lugar da Luta Marajoara no currículo de licenciatura em Educação Física de uma Instituição de Ensino Superior (IES) pública da região norte do Brasil.
O ex-campeão dos moscas do UFC Deiveson Figueiredo começou praticando luta marajoara desde criança.

## Origem
Há uma indefinição quanto a origem real desta arte marcial. Alguns escritores já citaram as práticas do povo indígena Aruás e a influência dos escravos africanos na sua criação. Outras teses, com maior poder de coerência e proximidade com o que é praticado nos combates atuais, a influência das brigas entre búfalos observadas e reproduzidos por caboclos, a exemplo do que fizeram os orientais criando estilos de luta baseadas nos movimentos de ataques e defesas de animais (como a serpente, o leopardo, etc). ou amistosos confrontos feito por vaqueiros, em atividades de lazer para aquecimento do corpo ao final do dia. Passando a ser tradição na festividade do Glorioso São Sebastião, de Cachoeira do Arari.
As duas teses se fundem numa única dentro do contexto do lúdico, quando a prática ainda era chamada pelos nomes de: agarrada, cabeçada, lambuzada ou derrubada. Nomes registrados ainda hoje nos municípios de Cachoeira do Arari e Santa Cruz do Arari, possíveis áreas onde a arte foi iniciada, sendo remanescente em Salvaterra, Chaves e principalmente Soure, que devido a grande incidência de propriedades pecuaristas, predominou a cultura da criação de búfalos, animal que pode ter influenciado na criação da luta.
Se levarmos em consideração que a chegada dos búfalos no Brasil deu-se através da ilha do Marajó, na ultima década do século XVIII, numa ação do pecuarista Vicente Chermont de Miranda, então poderemos dizer  que esta luta pode ter seu surgimento referendado também por este episódio, em datas próximas.
A referência histórica para o século XVIII é corroborada por estudos realizados sobre a Luta Marajoara, os quais, partindo da análise de Vicente Salles em sua obra O negro na formação da sociedade paraense: textos reunidos, de 2004 , destaca que entre os séculos XVIII e XIX no Pará, a visualização de sua prática por negros, vaqueiros e mulatos nos campos marajoaras coincidiu com os eventos do movimento da Cabanagem ocorridos no estado.
É em Cachoeira do Arari durante a procissão dos mastros pelas ruas da cidade, na Festividades do Glorioso São Sebastião, os devotos banham-se e praticam a luta marajoara na lama das primeiras chuvas do ano, durante o inverno marajoara no mês de Janeiro. A festividade, que funde o profano com o religioso, ocorre sempre de 10 a 20 de janeiro, com a chegada das chuvas, o ano que poderá ser de fartura, caso chova muito ou de dificuldades caso chova pouco ou não chova.
Com a chuva forma-se grande quantidade de lama pelas ruas da cidade e é la que a lambuzada se faz presente. Eles sujam-se, uns aos outros, na lama considerada abençoada. E quem não se lambuza não terá a proteção do santo chamado pelos devotos apenas como “Bastião”.
Somente na metade da década de 90 esta prática começou a receber uma nova denominação, agora sim, como Luta marajoara, devido a iniciativa de órgãos públicos que passaram a promover torneios com lutadores devidamente preparados e com premiação de destaque para aquele que seria considerado campeão. Saindo então ai, o elemento lúdico e entrando a prática desportiva de rendimento, com a necessidade de regras mais especificas e rígidas que permitissem a ação de arbitragem para mediar os combates.
Em Salvaterra, Soure e Cachoeira do Arari, as Prefeituras Municipais buscaram incentivar esta prática com disputas motivadas por premiações. A imprensa passou, então, a demonstrar interesse no seu registro. Tanto que, na festa do aniversário de Salvaterra, pelos seus 36 anos, em 1998, ocorreu a primeira filmagem da luta por uma equipe de jornalismo televisiva. A TV Record de televisão, trazida ao município para registrar as atividades da festa, veiculou a matéria em rede nacional.
Depois o Governo do Estado do Pará veio ao Marajó promover os Primeiros Jogos de Identidade Cultural, nas areias da Praia do Pesqueiro, em Soure. E a Luta Marajoara teve então oficializada esta denominação e definidas regras de disputas, em comum acordo com os lutadores e os preparadores físicos, além dos estudiosos no assunto que participaram do evento. Destaque para os pesquisadores e árbitros Leandro Gavinho, João de Deus e Dário Pedrosa.

## Tipos
Existem dois tipos de luta marajoara, a tradicional e a esportiva. A tradicional é praticada nas fazendas da região em solo com areia, argila ou grama (para evitar grandes lesões), e a esportiva nos eventos organizados pelo Governo Municipal e conta com apoio de organizações que regulamentam a prática, definem as regras e organizam campeonatos. Até o momento a Luta Marajoara não tem graduação e também não foi estilizada.

### Regras
O ambiente comum para que ocorram as disputas, deve ter solo com areia, argila ou grama, pois a regra básica do combate é derrubar o oponente no chão e encostar suas costas o suficiente para que seja considerado dominado. O sinal escolhido pelos caboclos e mantido pelos desportistas. Para definir o combate, observa-se os detritos do solo, seja argila ou grama, nas costas do lutador.
Alguns torneios convencionam regras para as disputas o que acaba por permitir práticas com normativas diferenciadas de um município ou evento para outro. Porém, o mais comum é:
1. Mínimo duas categorias de lutadores com base no peso, até 80 kg e superior a 80 kg; além dos gêneros, onde o lutador tem oponente do mesmo sexo; e o respeito a faixa etária, discriminando o Amador (até 35 anos) e o Master (acima de 35 anos);
2. O “pé casado” deverá ser a posição inicial de luta e servirá também para reinicio de combate em caso de intervenção da arbitragem;
3. Um circulo com raio de pelo menos dois metros deve ser desenhado no chão para servir de área de combate, não podendo os lutadores saírem desta área.
4. Proibido o uso de óleos ou qualquer tipo de adereço sólido no corpo, muito menos unhas destacadas.
5. Proibido o uso de atos contundentes com qualquer parte dos membros: socos, chutes e tapas. E estrangulamentos, como chaves de braços ou pernas.
6. A luta deverá desenvolver predominantemente em pé, buscando sempre a projeção através de agarradas, empurradas e puxadas, desequilibrando o adversário rumo ao solo. Nos casos em que ocorrerem a derrubada sem que a costa seja posta  em contato suficiente com o solo para a finalização do combate, deverá o árbitro permitir a luta de chão somente o tempo suficiente para que o esforço na finalização seja concluído. A falta de progresso na disputa pela finalização dará ao árbitro a condição de intervenção, solicitando os dois lutadores para que voltem a posição de “pé casado” em pé, reiniciando a disputa.
7. A equipe de arbitragem deverá ser composta por até três técnicos conhecedores das regras. Sendo dois árbitros auxiliares que permanecem do lado de fora do circulo observando toda a movimentação, para indicar ações irregulares ou auxiliar na decisão final, caso a luta não seja finalizada no tempo comum. O arbitro principal é o responsável pela integridade física e moral dos atletas e pela aplicação correta das regras, permanecendo para isso dentro do circulo de combate. Cabe somente a ele a responsabilidade de iniciar, interromper ou encerrar o combate.
8. A luta ocorrerá em round único, com tempo de até cinco minutos. Caso a luta não seja definida neste tempo (empate), os árbitros votam para desempatar; podendo ser dada uma prorrogação de até três minutos.
Em síntese, o desenvolvimento da Luta Marajoara se baseia em princípios que condicionam a prática de todas as lutas, de um modo geral.
a) O contato proposital, que na Luta Marajoara se dá por meio da agarrada;
b) A fusão ataque e defesa, sendo o ataque a ação de desequilíbrio do adversário de modo a projetá-lo ao chão de costas, e a defesa, a ação de impedimento da agarrada;
c) A imprevisibilidade, caracterizada pela inesperada ação de movimentos do adversário e a qual, na Luta Marajoara, se expressa na ação de agarrada advinda do oponente;
d) Oponente/alvo, a condição real acerca do lutador adversário na Luta Marajoara, com o objetivo de dominá-lo e projetá-lo ao chão de costas, sujando-as.
e) Regras, as quais na Luta Marajoara são caracterizadas pela derrubada do oponente de costas ao chão a partir do início em “pé casado”, espécie de rito que demarca a posição inicial na luta e seu reinício.

### Golpes[12]

#### Movimentos de Ataque
Cabeçada: similar ao Double leg, o lutador agarrara as pernas do adversário e empurrara o abdome projetando-o no chão.
Calçada: É similar a uma rasteira feita na perna da frente do adversário.

#### Movimentos de Defesa
Espalhada: Estica-se as pernas a fim de pesar o peito sobre o adversário, sendo similar ao spraw do wrestling.

### Golpes Proibidos
Alguns golpes são considerados perigosos de serem aplicados em combate, teriam sido criados pelos caboclos nos primórdios. Este golpes já teriam sido registrados como letais e levado a morte alguns praticantes, basicamente por fratura de cervical, são eles: Boi Laranjeira, Fincada e Recolhida.

## A Luta nas Artes Marciais Mistas
Dois marajoaras conseguiram projeção internacional, graças a suas entradas na prática das artes marciais através da Luta Marajoara. São eles, os irmãos Alcântara, Yuri e Ildemar Marajó. Integrantes atualmente do card de lutadores do Ultimate Fighting Championship, o maior evento de MMA do mundo. Os dois iniciaram suas atividades com as artes marciais, quando ainda moravam na Fazenda Tapera, em Soure, uma das mais tradicionais fazendas da região. O pai era feitor da fazenda e a mãe desenvolvia atividade como professora. Os meninos eram levados pelo pai a se envolverem nas disputas de luta marajoara com outros meninos da comunidade, e contam os dois que quando perdiam recebiam castigo do pai. Isso fez eles se aplicarem cada vez mais. Cresceram com esta determinação e tornaram-se os melhores praticantes, consagrando-se vitoriosos em vários torneios da região. Passaram depois a praticar outras artes marciais buscando aperfeiçoar suas técnicas até chegarem ao MMA.
Mais recentemente, Deiveson Figueiredo, praticante de longa data da disciplina, conquistou o cinturão dos moscas do UFC. Creditando a sua experiência com a luta marajoara como um dos fatores que lhe auxiliaram no sucesso no MMA.

## Reconhecimento da Luta Marajoara em espaços educacionais
Dada sua importância histórica e cultural, aliada a caracterização da Luta Marajoara como prática corporal brasileira por documentos curriculares, como a Base Nacional Comum Curricular (BNCC), a referida luta figura como conteúdo cultural a ser desenvolvido em escolas do país. Em virtude disso, o reconhecimento de seu saber, especialmente na Educação Física escolar, precisa ser alçado a um posto de relevância para que atividades pedagógicas com a luta possam ser realizadas e, consequentemente, sua prática possa ser reconhecida nos mais variados espaços sociais. 

A formação de professores, nesse sentido, ganha um papel de destaque, pois compreende espaço de formação profissional de futuros docentes que tratarão conteúdos relevantes para a sociedade, como a própria Luta Marajoara na Educação Física. No entanto, o que se observa é a ausência de socialização de seu saber nos currículos de formação, fato que pode resultar na própria ausência da Luta Marajoara nas escolas. Para isso, o reconhecimento do saber desta luta no currículo da formação de professores de Educação Física de universidades da região paraense e demais regiões é necessário, de modo que, de fato, a Luta Marajoara possa ter sua tradição reafirmada nos tempos contemporâneos e sua prática presente em diferentes espaços educacionais.